# 眭明才
眭明才（1504年—？年），字哲卿，號柳溪，四川成都府資縣人，明朝政治人物。

## 生平
嘉靖二十二年癸卯科四川乡试第六十五名舉人，二十六年（1547年）丁未科會試第二百六十一名，三甲一百三十六名進士。吏部觀政，次年任河南杞縣知縣。歷户部主事，官至陝西按察使司僉事。

## 家族
曾祖眭禮，祖眭尚斌
父眭朝陽，嫡母黃氏；生母熊氏。永感下。子谦、颐、升。